# Liste der Rekorde im Dreiband
Diese Liste weist die vom Weltverband Union Mondiale de Billard (UMB) offiziell anerkannten Rekorde bei den Dreiband-Weltmeisterschaften (Einzel und Team), Dreiband-Weltcups, Europameisterschaften und sonstigen Turnieren (getrennt) aus.

## Definition und Erklärungen
Bei der Definition des „Weltrekords“ wird davon ausgegangen, dass dieser auf einem Turnier erzielt wurde, bei der die Möglichkeit gegeben war, dass Spieler aller Nationen weltweit teilnehmen konnten. D. h., der Serienrekord (Höchstserie) von Dick Jaspers mit (prolongierten) 34 Punkten ist nicht nur nicht in einem Spiel, sondern in drei Sätzen erzielt worden, sondern auch auf einer Europameisterschaft ohne weltweite Beteiligungsmöglichkeit, wohingegen die 24 Punkte von Jérémy Bury zwar auf einem Weltcup erzielt wurden und nicht auf einer WM, dieser aber mit weltweiter Beteiligung stattfand. So werden die Weltrekorde oft unterschiedlich ausgelegt.
Neu eingeführt wurde von der UMB auch die Wertungsvorschrift von Durchschnittsrekorden von fünf absolvierten Spielen, um als Rekord gewertet zu werden. Dies führt(e) bei den Spielern (besonders beim Einzeldurchschnitt (ED)) zu ausdrücklichem Unmut, da z. B. gesetzte Spieler erst in der Finalrunde ins Geschehen eingreifen und ins Endspiel kommen müssten, um den Rekord anerkannt zu bekommen. Dies ist für viele Spieler unverständlich, da die Höchstserie dieser Regel nicht unterliegt.

### Preisgeld
Im Januar 2022 gab die UMB bekannt, dass sie ab diesem Zeitpunkt einen Bonus für einen neuen Rekord ≥ 29 Punkten in der Höchstserie auszahlen will. Der aktuelle Rekord steht bei 28 Punkten (Stand: Jan. 2022). Dies gilt für alle von der UMB ausgerichteten Turniere bzw. von ihr genehmigten. Sie will damit einen Anreiz für bessere Leistungen geben und dadurch die Förderung des Sports steigern.

„UMB is confident that this record-incentive bonus will increase the motivation of players for a  better performance and promotion of our sport.“

## Weltrekorde
| HS      | Höchstserie             |
| ED      | Einzeldurchschnitt      |
| GD      | Generaldurchschnitt     |
| XX in Y | X-Punkte in Y-Aufnahmen |

| UMB Weltmeisterschaften                                              | UMB Weltmeisterschaften | UMB Weltmeisterschaften | UMB Weltmeisterschaften           | UMB Weltmeisterschaften     | UMB Weltmeisterschaften | UMB Weltmeisterschaften | UMB Weltmeisterschaften | UMB Weltmeisterschaften                   |
| Rekord                                                               | Rekord                  | Punkte                  | Spieler                           | Gegner                      | Jahr                    | Turnier                 | Ort                     | Anmerkung                                 |
| -------------------------------------------------------------------- | ----------------------- | ----------------------- | --------------------------------- | --------------------------- | ----------------------- | ----------------------- | ----------------------- | ----------------------------------------- |
| HS                                                                   | 20                      | 20                      | Martin Horn                       | Tayfun Taşdemir             | 2021                    | WM 2021                 | Scharm asch-Schaich     | Spiel bis 50 Punkte                       |
| ED                                                                   | 5,714                   | 40 in 7                 | Kang Dong-koong                   | Lütfi Çenet                 | 2013                    | WM 2013                 | Antwerpen               | Spiel bis 40 Punkte                       |
| ED                                                                   | 4,166                   | 50 in 12                | Martin Horn                       | Tayfun Taşdemir             | 2021                    | WM 2021                 | Scharm asch-Schaich     | Spiel bis 50 Punkte                       |
| ED                                                                   | 2,500                   | 60 in 24                | Raymond Ceulemans                 | Carlos Friedenthal          | 1966                    | WM 1967                 | Lima                    | Spiel bis 60 Punkte                       |
| ED                                                                   | 4,500                   | 45 in 10                | Dick Jaspers                      | Daniel Sánchez              | 2011                    | WM 2011                 | Lima                    | 3 Gewinnsätze bis 15 Punkte               |
| GD                                                                   | 2,463                   | 202 in 82               | Tayfun Taşdemir                   | div.                        | 2021                    | WM 2021                 | Scharm asch-Schaich     | Turnier bis 40/50 Punkte                  |
| Weltcup                                                              |                         |                         |                                   |                             |                         |                         |                         |                                           |
| Rekord                                                               | Rekord                  | Punkte                  | Spieler                           | Gegner                      | Jahr                    | Turnier                 | Ort                     | Anmerkung                                 |
| HS                                                                   | 24                      | 24                      | Jérémy Bury                       | Filipos Kasidokostas        | 2013                    | Weltcup 2013/2          | Guri                    | Spiel bis 40 Punkte                       |
| HS                                                                   | 24                      | 24                      | Cho Myung-woo                     | Tonny Carlsen               | 2018                    | Weltcup 2018/6          | Seoul                   | eingestellt                               |
| HS                                                                   | 24                      | 24                      | Dick Jaspers                      | Nguyễn Quốc Nguyện          | 2019                    | Weltcup 2019/5          | Veghel                  | eingestellt                               |
| ED                                                                   | 6,666                   | 40 in 6                 | Semih Saygıner                    | Dick Jaspers                | 2018                    | Weltcup 2018/5          | La Baule                | Spiel bis 40 Punkte                       |
| GD                                                                   | 2,777                   | 200 in 72               | Daniel Sánchez                    | div.                        | 2017                    | Weltcup 2017/2          | Luxor                   | Turnier bis 40 Punkte                     |
| Dreiband-Weltmeisterschaft für Nationalmannschaften (Scotch Doubles) |                         |                         |                                   |                             |                         |                         |                         |                                           |
| Rekord                                                               | Rekord                  | Punkte                  | Spieler                           | Gegner                      | Jahr                    | Turnier                 | Ort                     | Anmerkung                                 |
| HS                                                                   | 20                      | 20                      | Frédéric Caudron Roland Forthomme | Martin Horn Ronny Lindemann | 2017                    | Team-WM 2017            | Viersen                 |                                           |
| ED                                                                   | 3,636                   | 40 in 11                | Dick Jaspers Jean Paul de Bruijn  | Sameh Sidhom Mohamed Abdin  | 2018                    | Team-WM 2018            | Viersen                 |                                           |
| ED                                                                   | 3,636                   | 40 in 11                | Daniel Sánchez Rubén Legazpi      | Dion Nelin Thomas Andersen  | 2019                    | Team-WM 2019            | Brandenburg             | eingestellt                               |
| GD                                                                   | 1,920                   | 240 in 125              | Choi Sung-won Kang Dong-koong     | div.                        | 2018                    | Team-WM 2018            | Viersen                 |                                           |
| Rekorde bei anderen Turnieren/Spielserien                            |                         |                         |                                   |                             |                         |                         |                         |                                           |
| Rekord                                                               | Rekord                  | Punkte                  | Spieler                           | Gegner                      | Jahr                    | Turnier                 | Ort                     | Anmerkung                                 |
| HS                                                                   | 28                      | 28                      | Junichi Komori                    | Frans van Kuijk             | 1993                    | Niederländische Liga    | Zundert                 | Einzelspiel                               |
| HS                                                                   | 28                      | 28                      | Raymond Ceulemans                 | M. van Camp                 | 1998                    | Niederländische Liga    | Waalwijk                | Einzelspiel                               |
| HS                                                                   | 28                      | 28                      | Roland Forthomme                  | Eddy Merckx                 | 2012                    | Niederländische Liga    | Zundert                 | Einzelspiel                               |
| HS                                                                   | 28                      | 28                      | Frédéric Caudron                  | Marco Zanetti               | 2013                    | EM 2013                 | Brandenburg             | Einzelspiel                               |
| HS                                                                   | 28                      | 28                      | Kim Jun tae                       | Glenn Hofman                | 2024                    | WC 2024                 | Seoul                   | Einzelspiel                               |
| HS                                                                   | 34                      | 34                      | Dick Jaspers                      | Torbjörn Blomdahl           | 2008                    | EM 2008                 | Florange                | 3 Gewinnsätze bis 15 Punkte (prolongiert) |
| ED                                                                   | 10,000                  | 40 in 4                 | Dick Jaspers                      | Andreas Efler               | 2018                    | Deutsche Bundesliga     | Magdeburg               | Spiel bis 40 Punkte                       |
| ED                                                                   | 8,333                   | 50 in 6                 | Eddy Merckx                       | Kang In-won                 | 2011                    | Deutsche Bundesliga     | Fehrbach                | Spiel bis 50 Punkte                       |
| ED                                                                   | 4,000                   | 60 in 15                | Torbjörn Blomdahl                 | Raymond Ceulemans           | 1996                    | Sang Lee Open           | New York City           | Spiel bis 60 Punkte                       |
| ED                                                                   | 4,000                   | 60 in 15                | Frédéric Caudron                  | Luc van Stappen             | 2016                    | 15. OMD Turnier         | Emblem                  | Spiel bis 60 Punkte                       |
| ED                                                                   | 5,625                   | 45 in 8                 | Dick Jaspers                      | Torbjörn Blomdahl           | 2008                    | EM 2008                 | Florange                | 3 Gewinnsätze bis 15 Punkte               |
| GD                                                                   | 2,790                   | 240 in 86               | Frédéric Caudron                  | div.                        | 2016                    | Belgischer Grand Prix   | Dampremy                | Spiel bis 40 Punkte                       |
| GD                                                                   | 2,623                   | 299 in 114              | Dick Jaspers                      | div.                        | 2011                    | Crystal Kelly Turnier   | Monte Carlo             | Spiel bis 50 Punkte                       |
| GD                                                                   | 2,384                   | 360 in 151              | Frédéric Caudron                  | div.                        | 2016                    | 15. OMD Turnier         | Emblem                  | Spiel bis 60 Punkte                       |
| GD                                                                   | 2,420                   | 242 in 100              | Frédéric Caudron                  | div.                        | 2011                    | Weltcup 2011/4          | Wien                    | 3 Gewinnsätze bis 15 Punkte               |

## Welt-Rekordentwicklung
| GD    | Name                   | Jahr      |
| ----- | ---------------------- | --------- |
| 0,552 | Edmond Soussa          | WM 1928   |
| 0,720 | Emile Zaman            | WM 1929   |
| 0,755 | Claudio Puigvert       | WM 1935   |
| 0,859 | Edward Lee             | WM 1936   |
| 0,884 | Augusto Vergez         | WM 1938   |
| 0,922 | José Bonomo            | WM 1948   |
| 1,070 | Pedro Leopoldo Carrera | WM 1952   |
| 1,089 | René Vingerhoedt       | WM 1958   |
| 1,307 | Raymond Ceulemans      | WM 1963   |
| 1,377 | Raymond Ceulemans      | WMFK 1965 |
| 1,384 | Raymond Ceulemans      | WMFK 1969 |
| 1,469 | Raymond Ceulemans      | WMFK 1972 |
| 1,478 | Raymond Ceulemans      | WM 1973   |
| 1,500 | Raymond Ceulemans      | WM 1976   |
| 1,679 | Raymond Ceulemans      | WM 1978   |
| 1,745 | Raymond Ceulemans      | WM 1986   |
| 1,891 | Torbjörn Blomdahl      | WC 1988/2 |
| 1,947 | Torbjörn Blomdahl      | WC 1988/6 |
| 2,204 | Torbjörn Blomdahl      | WC 1992/5 |
| 2,250 | Torbjörn Blomdahl      | WC 1994/4 |
| 2,308 | Torbjörn Blomdahl      | WC 1995/9 |
| 2,314 | Dick Jaspers           | WC 1998/4 |
| 2,420 | Frédéric Caudron       | WC 2011/4 |
| 2,465 | Dick Jaspers           | WC 2013/1 |
| 2,739 | Torbjörn Blomdahl      | WC 2013/3 |
| 2,739 | Daniel Sánchez         | WC 2015/4 |
| 2,777 | Daniel Sánchez         | WC 2017/2 |

| BED    | Name              | Jahr      |
| ------ | ----------------- | --------- |
| 00,746 | Emile Zaman       | WM 1928   |
| 00,961 | Emile Zaman       | WM 1929   |
| 01,136 | Claudio Puigvert  | WM 1932   |
| 01,162 | Augusto Vergez    | WM 1938   |
| 01,162 | August Tiedtke    | WM 1938   |
| 01,562 | Alfredo Fuentes   | WM 1948   |
| 01,612 | René Vingerhoedt  | WM 1952   |
| 01,612 | August Tiedtke    | WM 1958   |
| 02,068 | Raymond Ceulemans | WM 1963   |
| 02,500 | Raymond Ceulemans | WM 1966   |
| 02,631 | Raymond Ceulemans | WM 1986   |
| 02,812 | Nobuaki Kobayashi | WC 1988/2 |
| 02,812 | Torbjörn Blomdahl | WC 1991/1 |
| 02,812 | Torbjörn Blomdahl | WC 1992/5 |
| 03,214 | Dick Jaspers      | WC 1994/3 |
| 03,214 | Torbjörn Blomdahl | WC 1994/4 |
| 05,000 | Frédéric Caudron  | WC 1996/6 |
| 08,333 | Eddy Merckx       | BL 2011   |
| 10,000 | Dick Jaspers      | BL 2018   |

| HS               | Name              | Jahr         |
| ---------------- | ----------------- | ------------ |
| 09               | Edmond Soussa     | WM 1928      |
| 10               | Emile Zaman       | WM 1930      |
| 10               | Enrique Miró      | WM 1931      |
| 10               | Claudio Puigvert  | WM 1932      |
| 12               | Edmond Soussa     | WM 1933      |
| 12               | Alfred Lagache    | WM 1938      |
| 12               | Alfredo Fuentes   | WM 1948      |
| 12               | Bernard Siguret   | WM 1952      |
| 12               | August Tiedtke    | WM 1953      |
| 13               | Johann Scherz     | WM 1958      |
| 15               | Marcelo H. Lopez  | WM 1964      |
| 17               | Raymond Ceulemans | WMFK 1974    |
| 17               | Torbjörn Blomdahl | Team-WM 1985 |
| 28               | Junichi Komori    | NLED 1993    |
| 28               | Raymond Ceulemans | NLED 1998    |
| 28               | Roland Forthomme  | NLED 2012    |
| 28               | Frédéric Caudron  | EM 2013      |
| 28               | Kim Jun-tae       | WC 2024      |
| 34 (prolongiert) | Dick Jaspers      | EM 2008      |